# Апий Клавдий Цек
Апий Клавдий Цек (на латински: Appius Claudius Caecus; от caecus – „слепият“) е виден политик и държавник на средната Римска република. Той живее през 4 към 3 век пр.н.е.

## Биография
Апий Клавдий Цек произлиза от богатата римска патрицианска фамилия Клавдии, син е на Гай Клавдий Крас (диктатор 337 пр.н.е.) и е внук е на Апий Клавдий Крас (консул 349 пр.н.е.).
Защитава правата на по-ниско стоящото плебейско общество и на освободените роби. Той дава възможност на бившите роби да участват в изборите и на децата на освободените дори приемането им в сената. Той реформира римската правна система.
Първо е едил. През 312 пр.н.е. Апий Клавдий е цензор заедно с Гай Плавций Прокул. През 307 и 296 пр.н.е. е консул, през 292 и 285 пр.н.е. e диктатор.
Като цензор строи през 312 пр.н.е. системата за снабдяване с питейна вода в Рим, на него е наречен акведукта – Аква Апия (Aqua Appia). От 311 пр.н.е. Апий започва да строи най-прочутия павиран римски път на древността Виа Апия от Рим за Капуа.
Апий прави реформа на правописния латински език и се занимава с литература и реторика.
Баща е на четири сина и пет дъщери с името Клавдия. Третият му син Гай Клавдий Центон (консул 240 пр.н.е.) е баща на Апий Клавдий Кавдекс и Публий Клавдий Пулхер.